# Кеннеди, Райан
Райан Кеннеди (англ. Ryan Kennedy; род. 6 декабря 1982, Виннипег, Манитоба, Канада) — канадский актёр, известный по ролям на телевидении. Номинирован на премию Canadian Screen Award (2012).

## Ранняя жизнь
Родился в Виннипеге, вырос в небольшом городке Оукбэнк в провинции Манитоба. Посещал частную христианскую школу Springs Christian Academy. На протяжении шести лет жил в Лос-Анджелесе.

## Карьера
На большом экране Райан Кеннеди впервые появился в 2007 году в драматическом триллере Дэвида Гойера «Невидимый». Роль в фильме стала прорывом в карьере актёра.
В 2010 году получил роль футболиста Джейка Хэрроу в телесериале «Адские кошки», а также повторяющуюся роль в сериале «Каприка». В 2012 Кеннеди сыграл Дока Холлидея в телевизионном вестерне канала Hallmark «Закон Ханны», его актёрская игра была положительно оценена критиком из газеты The New York Times (он сравнил Кеннеди с Вэлом Килмером, сыгравшим Холлидея в «Тумстоуне»). В 2014 появился в роли Рикки, сына капитана полиции Шэрон Рэйдор, в третьем сезоне сериала «Особо тяжкие преступления».
В 2017 снимался в роли канадского полицейского Ника Макгилена в сериале «Стальная звезда».

## Фильмография
| Год       |    | Русское название               | Оригинальное название                         | Роль                                         |
| --------- | -- | ------------------------------ | --------------------------------------------- | -------------------------------------------- |
| 2003      | тф | То, чего не видит глаз         | More Than Meets the Eye: The Joan Brock Story | студент медицинского университета            |
| 2004      | тф | После моей смерти              | While I Was Gone                              | Дункан                                       |
| 2004      | тф | День катастрофы                | Category 6: Day of Destruction                | Эрик                                         |
| 2006      | с  | Блэйд                          | Blade: The Series                             | Кейн, бывший слуга вампиров                  |
| 2006      | ф  | Удар по системе                | Shock to the System                           | Уолтер                                       |
| 2007      | ф  | Невидимый                      | The Invisible                                 | Мэтти                                        |
| 2008      | тф | Ядовитый плющ: Тайное общество | Poison Ivy: The Secret Society                | Блейк Грэйвс                                 |
| 2009      | с  | Ясновидец                      | Psych                                         | Гарвин Клейтон                               |
| 2009      | с  | Звёздные врата: Вселенная      | SGU Stargate Universe                         | доктор Уильямс                               |
| 2009      | ф  | Инсценированный разрыв         | The Break-Up Artist                           | Майк                                         |
| 2009      | с  | Горячая точка                  | Flashpoint                                    | Джастин Фрейзер                              |
| 2009      | с  | Тайны Смолвиля                 | Smalville                                     | Рокк Кринн, супергерой «Космический мальчик» |
| 2009      | с  | Vизитёры                       | V                                             | Дэвид                                        |
| 2009      | с  | Убежище                        | Sanctuary                                     | Дэрин Уилсон                                 |
| 2010      | ф  | Гибрид                         | Super Hybrid                                  | Бобби                                        |
| 2010      | с  | Каприка                        | Caprica                                       | кадет Один Синклейр                          |
| 2010—2011 | с  | Адские кошки                   | Hellcats                                      | Джейк Хэрроу                                 |
| 2011      | с  | Посредник Кейт                 | Fairly Legal                                  | Тим Хэммонд                                  |
| 2012      | тф | Закон Ханны                    | Hannah's Law                                  | Генри «Док» Холидей                          |
| 2013      | с  | Лонгмайер                      | Longmire                                      | Пол                                          |
| 2013      | ф  | Объятия вампира                | Embrace of the Vampire                        | Крис                                         |
| 2013      | ф  | Почти молодожёны               | Nearlyweds                                    | Дэвид                                        |
| 2014      | с  | Вызов                          | Defiance                                      | Джозеф Мирч                                  |
| 2014—2017 | с  | Особо тяжкие преступления      | Major Crimes                                  | Рики Рэйдор                                  |
| 2015      | с  | Морская полиция: Спецотдел     | NCIS: Naval Criminal Investigative Service    | бывший морской офицер Питер Вудрафф          |
| 2016      | с  | Мотив                          | Motive                                        | Кэм Райли, парень убитой девушки             |
| 2017—2019 | с  | Стальная звезда                | Tin Star                                      | констебль полиции Ник Макгилен               |
| 2019      | с  | Хадсон и Рекс                  | Hudson & Rex                                  | тренер Рид Армстронг                         |
| 2019      | с  | Ради всего человечества        | For All Mankind                               | астронавт Майкл Коллинз                      |
| 2020      | с  | Хороший доктор                 | The Good Doctor                               | Брендан Льюис                                |